# Nekrolog 1852
Nekrolog
◄◄
| ◄
| 1848
| 1849
| 1850
| 1851
| 1852 | 1853 | 1854 | 1855 | 1856 | ► | ►►
Weitere Ereignisse | Allgemeiner Nekrolog 1852
Die Beschreibung der verstorbenen Person sollte so kurz wie möglich gehalten sein und nur deren signifikante Tätigkeit(en) enthalten.
Neue Namen ggf. auch unter dem Geburts- und Sterbedatum, also etwa unter 1. Januar und im Geburts- und Sterbejahr (2024) eintragen (nur bei entsprechender großer Wichtigkeit). Für Beispiele siehe die schon vorhandenen Artikel.
Außerdem über die fünf zuletzt Verstorbenen, zu denen es einen ausreichend guten Artikel für eine Präsentation auf der Hauptseite gibt, nach der todesbedingten Überarbeitung der Artikel ggf. auch unter Wikipedia Diskussion:Hauptseite informieren und sie am besten auch in den anderen Wikipedia-Sprachversionen eintragen. Tipp: Regelmäßig bei news.google.de nach „ist tot“, „gestorben“ oder „verstorben“ suchen.
Wenn eine Person gestorben ist, gibt es viele Seiten zu dieser Person in der Wikipedia, die davon auch betroffen sind und entsprechend aktualisiert werden müssen. Beispiele: Namenübersichtsseite, Geburtsjahr, Geburtsort-Seiten und viele mehr.
Wie finde ich die betroffenen Seiten?
Im Suchfeld auf der linken Seite gibt man den Suchbegriff so ein: „Vorname Nachname“. Dann klickt man auf Volltext und alle Seiten mit entsprechendem Suchtext werden aufgerufen. Hier sieht man dann schnell, wo auch das Todesjahr Sinn macht oder sogar ein Teil des Artikels angepasst werden muss. Auch hilft das „Werkzeug“ auf der linken Seite sehr gut, um solche Seiten aufzufinden: „Links auf diese Seite“. Somit ist die Wikipedia wieder aktuell in allen Bereichen! Hinweis: bei Eintragung der Kategorie „Gestorben JAHR“ wird der Missbrauchsfilter 49 ausgelöst, was jedoch nicht schlimm ist. Siehe: Spezial:Missbrauchsfilter/49
Dies ist eine Liste von im Jahr 1852 verstorbenen bekannten Persönlichkeiten. Die Einträge erfolgen innerhalb der einzelnen Daten alphabetisch sortiert. Tiere sind im Nekrolog für Tiere zu finden.

## Januar
| Tag        | Name                                        | Beruf, bekannt als                                                | Alter | Beleg |
| ---------- | ------------------------------------------- | ----------------------------------------------------------------- | ----- | ----- |
| 1. Januar  | John George Children                        | britischer Chemiker, Mineraloge und Zoologe                       | 74    |       |
| 1. Januar  | Kapiton Stepanowitsch Pawlow                | russisch-ukrainischer Maler                                       | 59    |       |
| 4. Januar  | Wilhelm Barth                               | deutscher Architektur- und Landschaftsmaler                       | 73    |       |
| 5. Januar  | Gabriel Ferry                               | französischer Schriftsteller und Verfasser von Abenteuerromanen   | 42    |       |
| 6. Januar  | Louis Braille                               | französischer Erfinder der Blindenschrift (Brailleschrift)        | 43    |       |
| 6. Januar  | Virgil von Helmreichen zu Brunnfeld         | österreichischer Montanist, Forscher und Entdecker                | 46    |       |
| 6. Januar  | Karl Ludwig von Pritzelwitz                 | preußischer Generalmajor                                          | 66    |       |
| 6. Januar  | Gottlieb von Zötl                           | österreichischer Forstwissenschaftler                             | 51    |       |
| 7. Januar  | Anton Spetzler                              | deutscher Architekt und Baubeamter                                |       |       |
| 8. Januar  | Carl Wilhelm Theremin                       | preußischer Landschafts- und Vedutenmaler, Kaufmann sowie Konsul  | 67    |       |
| 9. Januar  | Nathan Mendelssohn                          | deutscher Mechaniker                                              | 70    |       |
| 9. Januar  | Lemuel Sawyer                               | US-amerikanischer Politiker                                       |       |       |
| 10. Januar | Heinrich Wilhelm Grauert                    | deutscher Historiker und Klassischer Philologe                    | 47    |       |
| 10. Januar | Amir Kabir                                  | persischer Politiker während der Kadscharenzeit, Reformer         | 45    |       |
| 14. Januar | Johannes Eschmann                           | Schweizer Geodät                                                  | 43    |       |
| 15. Januar | Karl Bock von Wülfingen                     | hannoverscher Generalleutnant                                     | 79    |       |
| 18. Januar | Wilhelm von Bonin                           | Oberpräsident der preußischen Provinz Pommern                     | 65    |       |
| 21. Januar | Friedrich von Roth                          | königlich bayerischer Staatsbeamter                               | 71    |       |
| 23. Januar | Johann Christian Kühner                     | deutscher Maler und Sammlungsdirektor                             | 77    |       |
| 24. Januar | Ján Kollár                                  | slowakischer Lyriker, Altertumsforscher und Sprachwissenschaftler | 58    |       |
| 24. Januar | Auguste Roquemont                           | portugiesischer Maler                                             | 47    |       |
| 25. Januar | Fabian Gottlieb von Bellingshausen          | Seefahrer und russischer Offizier                                 | 73    |       |
| 26. Januar | Herman D. Gould                             | US-amerikanischer Politiker                                       | 53    |       |
| 27. Januar | Friedrich Gruhl                             | deutscher Kupferschmied und Glockengießer                         | 73    |       |
| 27. Januar | Paavo Ruotsalainen                          | finnischer Erweckungsprediger                                     | 74    |       |
| 28. Januar | Arnold Daniel von Arentsschildt             | deutscher Offizier                                                | 62    |       |
| 28. Januar | Augustin Dumon-Dumortier                    | belgischer Politiker und Senatspräsident                          | 60    |       |
| 29. Januar | Harmar Denny                                | US-amerikanischer Politiker                                       | 57    |       |
| 29. Januar | Johann Jakob Staub                          | Schweizer Schneidermeister in Paris                               | 68    |       |
| 31. Januar | Ernst Friedrich von Wentzky und Petersheyde | preußischer Landrat                                               | 84    |       |
| Januar     | Jean Nicolas Gannal                         | französischer Chemiker und Erfinder                               | 60    |       |

## Februar
| Tag         | Name                                        | Beruf, bekannt als                                                      | Alter | Beleg |
| ----------- | ------------------------------------------- | ----------------------------------------------------------------------- | ----- | ----- |
| 3. Februar  | Rulemann Friedrich Eylert                   | evangelischer Kanzelredner und Bischof                                  | 81    |       |
| 5. Februar  | Giovanni Domenico Stefanelli                | italienischer römisch-katholischer Geistlicher und Erzbischof von Lucca | 72    |       |
| 7. Februar  | Robert Reinick                              | deutscher Maler und Dichter                                             | 46    |       |
| 9. Februar  | Alexander Bruckmann                         | deutscher Historien- und Porträtmaler                                   | 45    |       |
| 9. Februar  | Louis Benjamin Fleuriau de Bellevue         | französischer Politiker und Naturforscher                               | 90    |       |
| 9. Februar  | Jacob Heinrich Rehder                       | deutscher Hofgärtner des Fürsten Hermann von Pückler-Muskau             | 61    |       |
| 10. Februar | Philipp von Hilgers                         | preußischer Politiker und Landrat                                       | 66    |       |
| 10. Februar | Samuel Prout                                | englischer Maler, Zeichner und Lithograph                               | 68    |       |
| 10. Februar | Rainiharo                                   | Premierminister des Königreiches von Madagaskar (1833–1852)             |       |       |
| 12. Februar | August Durant                               | deutscher Theaterschauspieler                                           |       |       |
| 14. Februar | Thomas Carlin                               | Gouverneur von Illinois                                                 | 62    |       |
| 14. Februar | Ludwig Reinhard von Gemmingen               | württembergischer Oberhofmeister in Stuttgart                           | 74    |       |
| 15. Februar | Michel Louis Arsène Lalande                 | französischer General                                                   | 66    |       |
| 17. Februar | Micha Josef Lebensohn                       | hebräischer Dichter und Übersetzer                                      | 23    |       |
| 17. Februar | Friedrich von Pufendorf                     | deutscher Verwaltungsjurist                                             |       |       |
| 17. Februar | William Thompson                            | irischer Naturforscher                                                  | 46    |       |
| 19. Februar | Carl von Winterfeld                         | deutscher Musikwissenschaftler                                          | 68    |       |
| 20. Februar | Antonio Francesco Orioli                    | italienischer Ordensgeistlicher, Bischof von Orvieto und Kurienkardinal | 73    |       |
| 21. Februar | Joaquín Acosta                              | kolumbianischer Wissenschaftler, Historiker und Staatsmann              |       |       |
| 22. Februar | Castruccio Castracane degli Antelminelli    | italienischer Geistlicher und Kardinal der Römischen Kirche             | 72    |       |
| 22. Februar | John Dickson                                | US-amerikanischer Jurist und Politiker                                  | 68    |       |
| 22. Februar | Joseph Fidel Wieland                        | deutsch-schweizerischer Arzt und Politiker                              | 54    |       |
| 23. Februar | Charles Borland junior                      | US-amerikanischer Jurist und Politiker                                  | 65    |       |
| 23. Februar | Caroline Brandt                             | deutsche Theaterschauspielerin und Sängerin                             |       |       |
| 23. Februar | Giuseppe Patania                            | italienischer Maler in Palermo                                          | 72    |       |
| 24. Februar | Ethan Allen Brown                           | US-amerikanischer Jurist und Politiker                                  | 75    |       |
| 25. Februar | Thomas Moore                                | irischer Poet                                                           | 72    |       |
| 25. Februar | Franz von Steinaecker                       | deutscher Verwaltungsbeamter                                            | 34    |       |
| 26. Februar | Hélène Jégado                               | französische Serienmörderin                                             | 48    |       |
| 26. Februar | Wilhelm Heinrich Casimir zu Solms-Braunfels | kurhessischer General-Lieutenant                                        | 86    |       |
| 27. Februar | Joseph Drechsler                            | österreichischer Komponist und Musikpädagoge                            | 69    |       |
| 28. Februar | William Jack                                | US-amerikanischer Politiker                                             | 63    |       |
| 28. Februar | Pjotr Iwanowitsch Schalikow                 | russischer Dichter, Übersetzer und Journalist                           |       |       |
| 29. Februar | Johann Heinrich Christian du Plat           | königlich dänischer Generalmajor und Kartograf                          | 82    |       |

## März
| Tag      | Name                                      | Beruf, bekannt als                                                                               | Alter | Beleg |
| -------- | ----------------------------------------- | ------------------------------------------------------------------------------------------------ | ----- | ----- |
| 1. März  | Johann Jakob Weitbrecht                   | deutscher evangelischer Missionar                                                                | 49    |       |
| 2. März  | Auguste Frédéric Louis Viesse de Marmont  | französischer Feldherr                                                                           | 77    |       |
| 3. März  | Teresa Eustochio Verzeri                  | Ordensschwester, Gründerin der Töchter des Heiligsten Herzens Jesu (Verzeri Soure)               | 50    |       |
| 4. März  | Karl Gustav Dengel                        | deutscher Beamter und Schriftsteller                                                             | 66    |       |
| 4. März  | Nikolai Wassiljewitsch Gogol              | russischer Schriftsteller                                                                        | 42    |       |
| 4. März  | Ernst Friedrich Wilhelm Lindig            | deutscher Bergbaupionier                                                                         | 72    |       |
| 4. März  | Anton Radl                                | österreichisch-deutscher Maler und Kupferstecher                                                 | 77    |       |
| 4. März  | Georg Moritz Stöcker                      | Posthalter, Landwirt und Abgeordneter                                                            | 54    |       |
| 5. März  | Bernardino Drovetti                       | Prokonsul von Napoléon Bonaparte                                                                 | 76    |       |
| 5. März  | Sophie Gay                                | französische Schriftstellerin                                                                    | 75    |       |
| 6. März  | Friedrich Leopold Morgenstern             | deutscher Orgelbauer                                                                             | 52    |       |
| 7. März  | Jacopo Ferretti                           | italienischer Librettist                                                                         | 67    |       |
| 8. März  | Johann Daniel Noltenius                   | deutscher Jurist, Bremer Senator und Bremer Bürgermeister                                        | 72    |       |
| 9. März  | Anson Dickinson                           | US-amerikanischer Maler                                                                          | 72    |       |
| 9. März  | Justus Günther Graßmann                   | deutscher Gymnasiallehrer und Mathematiker                                                       | 72    |       |
| 10. März | Wilhelm von Le Suire                      | deutscher General, bayerischer und griechischer Kriegsminister                                   | 64    |       |
| 10. März | Armand Marrast                            | französischer Journalist                                                                         | 50    |       |
| 10. März | Onésiphore Pecqueur                       | französischer Uhrmacher, Erfinder und Industrieller                                              | 59    |       |
| 10. März | Carl Gotthelf Todt                        | deutscher Jurist und Politiker, MdL (Königreich Sachsen), Mitglied des Siebzehnerausschusses     | 48    |       |
| 11. März | Benno Reinhardt                           | deutscher Arzt und pathologischer Anatom                                                         | 32    |       |
| 11. März | Grattan H. Wheeler                        | US-amerikanischer Politiker                                                                      | 68    |       |
| 11. März | Hermann Ludwig Wolfram                    | deutscher Schriftsteller                                                                         | 44    |       |
| 12. März | Georg August von Auenfels                 | österreichischer Generalmajor                                                                    | 78    |       |
| 12. März | Friedrich Carl Ludwig Koch                | deutscher Unternehmer                                                                            | 53    |       |
| 12. März | Ludwig von Seddeler                       | österreichisch-russischer Generalleutnant, Hochschullehrer und Militärhistoriker                 | 60    |       |
| 13. März | Samuel Brown                              | englischer Marineoffizier und Ingenieur, Pionier beim Bau und der Konstruktion von Kettenbrücken |       |       |
| 13. März | Georg Moller                              | deutscher Architekt                                                                              | 68    |       |
| 14. März | Charles Nicolas d’Anthouard de Vraincourt | französischer Divisionsgeneral der Artillerie                                                    | 78    |       |
| 14. März | Alphonsine Delaroche                      | Aktivistin, Ehefrau von André Marie Constant Duméril                                             | 73    |       |
| 15. März | Antoine de Lhoyer                         | französischer Gitarrist und Komponist der Frühromantik                                           | 83    |       |
| 16. März | Maurits Christopher Hansen                | norwegischer Dichter                                                                             | 57    |       |
| 16. März | Friedrich Wilhelm Oppenheim               | deutscher Arzt                                                                                   | 52    |       |
| 17. März | Ferdinand Oechsle                         | deutscher Mechaniker, Goldschmied und Erfinder                                                   | 77    |       |
| 18. März | Friedrich Wilhelm Carové                  | deutscher Jurist, Germanist und Philosoph                                                        | 62    |       |
| 18. März | Ernst Raupach                             | deutscher Dichter von Dramen und Lustspielen                                                     | 67    |       |
| 19. März | Zoé Talon                                 | Mätresse des französischen Königs Ludwig XVIII.                                                  | 66    |       |
| 20. März | Heinrich Joachim Herterich                | deutscher Lithograph, Maler und Radierer                                                         |       |       |
| 21. März | Tommaso Bernetti                          | italienischer Geistlicher, römisch-katholischer Kardinal                                         | 72    |       |
| 21. März | Marie von Hessen-Kassel                   | deutsche Prinzessin, durch Heirat Königin von Dänemark                                           | 84    |       |
| 21. März | Thomas Günther Wunderlich                 | deutscher Kaufmann und Bürgermeister der Hansestadt Lübeck                                       | 78    |       |
| 22. März | John Harvey                               | britischer Offizier und Vizegouverneur in Kanada                                                 | 73    |       |
| 22. März | Jeremiah Morrow                           | US-amerikanischer Politiker                                                                      | 80    |       |
| 23. März | Heinrich Karl Ludwig Bardeleben           | deutscher Jurist und Politiker                                                                   | 76    |       |
| 23. März | Friedrich Ludwig Eberhard von Esebeck     | französischer und österreichischer Offizier, Offizier der Ehrenlegion                            | 82    |       |
| 23. März | Alexis de Garaudé                         | französischer Komponist und Musikpädagoge                                                        | 73    |       |
| 23. März | Christian Pfeufer                         | deutscher Mediziner                                                                              |       |       |
| 24. März | Anton Künzli                              | Schweizer Politiker                                                                              | 80    |       |
| 26. März | Gideon Barstow                            | US-amerikanischer Politiker                                                                      | 68    |       |
| 26. März | Friedrich Encke                           | deutscher evangelisch-lutherischer Geistlicher und Pädagoge                                      | 69    |       |
| 26. März | Johann Karl von Horlacher                 | deutscher Mediziner, Leibarzt von Gebhard Leberecht von Blücher                                  | 83    |       |
| 27. März | Józef Joachim Goldtman                    | Bischof von Sandomierz                                                                           | 70    |       |
| 30. März | Georg Friedrich Aschenborn                | preußischer Beamter                                                                              | 80    |       |
| 30. März | Johnathan McCarty                         | US-amerikanischer Politiker                                                                      | 56    |       |
| 30. März | Philip Triplett                           | US-amerikanischer Politiker                                                                      | 52    |       |
| 31. März | Jacques-Joseph Ebelmen                    | französischer Chemiker                                                                           | 37    |       |
| März     | Peter Hemmi                               | Schweizer Vermesser                                                                              | 62    |       |

## April
| Tag       | Name                               | Beruf, bekannt als                                                               | Alter | Beleg |
| --------- | ---------------------------------- | -------------------------------------------------------------------------------- | ----- | ----- |
| 1. April  | Abraham Bleibtreu                  | deutscher Bergbauunternehmer und Bergmeister                                     | 76    |       |
| 1. April  | Johann Friedrich Krigar            | deutscher Ingenieur, erster deutscher Lokomotivbauer                             | 77    |       |
| 1. April  | Auguste-Frédéric de Meuron         | Schweizer Kaufmann und Industrieller                                             | 62    |       |
| 2. April  | Theodor Althaus                    | deutscher Journalist und Theologe                                                | 29    |       |
| 2. April  | Georg Friedrich Schumacher         | Lehrer                                                                           | 80    |       |
| 4. April  | Ida von Sachsen-Meiningen          | Prinzessin von Sachsen-Weimar                                                    | 57    |       |
| 4. April  | Michael Jacobus Macquelijn         | niederländischer Mediziner                                                       | 80    |       |
| 5. April  | Felix zu Schwarzenberg             | österreichischer Politiker und Diplomat                                          | 51    |       |
| 6. April  | François-Louis Cailler             | Schweizer Schokoladenpionier                                                     | 55    |       |
| 7. April  | Heman Allen                        | US-amerikanischer Politiker                                                      | 73    |       |
| 7. April  | Karl Wilhelm Heinrich Binder       | Verwaltungsbeamter und Landtagsabgeordneter in den Württembergischen Landständen | 68    |       |
| 7. April  | Cornelis Richard Anton van Bommel  | Bischof von Lüttich                                                              | 62    |       |
| 8. April  | Adolph Scharenberg                 | deutscher Porträtmaler                                                           | 85    |       |
| 9. April  | George Rice, 3. Baron Dynevor      | britischer Adliger und Politiker                                                 | 86    |       |
| 10. April | John Howard Payne                  | US-amerikanischer Dramatiker und Schauspieler                                    | 60    |       |
| 12. April | Wilhelm von Jeetze                 | bayerischer Generalmajor und Regimentskommandeur                                 | 66    |       |
| 15. April | Gregor Thomas Ziegler              | Bischof von Tarnów und von Linz                                                  | 82    |       |
| 16. April | Philipp Albrecht von Gemmingen     | württembergischer Generalmajor, Leiter der württembergischen Privatgestüte       | 70    |       |
| 16. April | Paul von Württemberg               | Offizier in preußischen und russischen Diensten                                  | 67    |       |
| 17. April | Sixt Jakob Finckh                  | württembergischer Kaufmann und Politiker                                         | 90    |       |
| 17. April | Étienne-Maurice Gérard             | französischer General und Staatsmann, Pair und Marschall von Frankreich          | 79    |       |
| 18. April | James Archibald Meriwether         | US-amerikanischer Politiker                                                      | 45    |       |
| 19. April | Jacob Behrens                      | Lübecker Kaufmann und Ratsherr                                                   | 61    |       |
| 19. April | Friedrich Bernhard von Seckendorff | deutscher Politiker                                                              | 79    |       |
| 20. April | Karl Heinrich von Eckartsberg      | preußischer Landrat                                                              | 73    |       |
| 21. April | Robert von Bonin                   | preußischer Hauptmann, Militärhistoriker und Familienforscher                    | 46    |       |
| 21. April | Richard Coulter                    | US-amerikanischer Politiker                                                      | 64    |       |
| 23. April | Edward Colston                     | US-amerikanischer Politiker                                                      | 65    |       |
| 23. April | Christoph Heinrich Pfaff           | deutscher Hochschullehrer für Physik und Chemie; Rektor der Universität Kiel     | 79    |       |
| 23. April | Solomon Van Rensselaer             | US-amerikanischer Politiker                                                      | 77    |       |
| 23. April | John Young                         | US-amerikanischer Politiker                                                      | 49    |       |
| 24. April | Albert von Breitenbauch            | königlich-preußischer Landrat des Kreises Ziegenrück und Rittergutsbesitzer      | 75    |       |
| 24. April | Leopold                            | Großherzog von Baden                                                             | 61    |       |
| 24. April | Wassili Andrejewitsch Schukowski   | russischer Dichter und Übersetzer                                                | 69    |       |
| 25. April | Álvares de Azevedo                 | brasilianischer Schriftsteller                                                   | 20    |       |
| 25. April | Wilhelmine von Zenge               | deutsche Frau, Verlobte Heinrich von Kleists                                     | 71    |       |
| 26. April | Lewis Dewart                       | US-amerikanischer Politiker                                                      | 71    |       |
| 26. April | August Ludwig von Ledebur          | preußischer General                                                              | 75    |       |
| 26. April | Adolph von Spiegel-Borlinghausen   | westfälischer und preußischer Offizier und Beamter                               | 59    |       |
| 28. April | Friedrich Streib                   | deutscher Architekt und Baumeister                                               |       |       |
| 28. April | Charles Athanase Walckenaer        | französischer Staatsbeamter und Wissenschaftler                                  | 80    |       |
| 29. April | Joseph Alois Rotermundt            | deutscher Theologe und Hochschullehrer                                           | 54    |       |
| 30. April | Charles Andrews                    | US-amerikanischer Politiker                                                      | 38    |       |
| 30. April | Margaretha Cornelia Dedel          | niederländische Wohltäterin                                                      | 52    |       |
| 30. April | Joseph Hörmann von Hörbach         | bayerischer Ministerialbeamter                                                   | 73    |       |

## Mai
| Tag     | Name                                                 | Beruf, bekannt als                                                                        | Alter | Beleg |
| ------- | ---------------------------------------------------- | ----------------------------------------------------------------------------------------- | ----- | ----- |
| 1. Mai  | Antoine Monastier                                    | französisch-schweizerischer evangelischer Geistlicher und Historiker                      | 78    |       |
| 2. Mai  | Virginia Randolph Cary                               | US-amerikanische Autorin                                                                  | 66    |       |
| 2. Mai  | John Dalrymple                                       | englischer Augenarzt                                                                      |       |       |
| 2. Mai  | Friedrich Wilhelmi                                   | deutsch-österreichischer Schauspieler                                                     | 64    |       |
| 3. Mai  | Friedrich Wilhelm Karl von Arnim                     | Polizeipräsident von Berlin                                                               | 65    |       |
| 3. Mai  | Eugénie Foa                                          | französische Kinderbuchautorin                                                            | 55    |       |
| 4. Mai  | Joachim Fuetsch                                      | österreichischer Komponist                                                                | 85    |       |
| 5. Mai  | Hadschi Murat                                        | kaukasischer Freiheitskämpfer in der Zeit der Muridenkriege (1834–1859)                   |       |       |
| 6. Mai  | William Bellinger Bulloch                            | US-amerikanischer Politiker                                                               |       |       |
| 6. Mai  | Carl Ludwig Friedrich Uterhart                       | deutscher Arzt                                                                            | 58    |       |
| 7. Mai  | Matthias Alexander Castrén                           | finnischer Philologe                                                                      | 38    |       |
| 7. Mai  | Ludwig von Löhner                                    | österreichischer Arzt, Dichter und Politiker                                              | 39    |       |
| 9. Mai  | Karl von Bothmer                                     | deutscher Justizrat                                                                       | 52    |       |
| 9. Mai  | Catharina Schenkel                                   | deutsche Stifterin und Wohltäterin                                                        | 78    |       |
| 11. Mai | Josef Regner                                         | böhmischer Geistlicher und Volkserzieher                                                  | 58    |       |
| 13. Mai | George Dollond                                       | britischer Optiker                                                                        | 78    |       |
| 13. Mai | Francisco de la Lastra                               | Director Supremo von Chile (1814)                                                         | 74    |       |
| 13. Mai | Franz Heinrich von Rigal                             | deutscher Unternehmer                                                                     | 66    |       |
| 14. Mai | Emanuele Pes di Villamarina                          | piemontesischer General, Minister und Senator                                             | 74    |       |
| 15. Mai | Louisa Adams                                         | First Lady der USA (1825–1829)                                                            | 77    |       |
| 15. Mai | Karl Agricola                                        | österreichischer Kupferstecher und Maler                                                  | 72    |       |
| 15. Mai | Joseph Hermann Schmidt                               | deutscher Mediziner                                                                       | 47    |       |
| 15. Mai | Johann Georg Schwab                                  | deutscher Unternehmer, Lithograf, Kupferstecher und einer der ersten deutschen Fotografen | 68    |       |
| 16. Mai | Eduard von Sachsen-Altenburg                         | Prinz von Sachsen-Hildburghausen, Prinz von Sachsen-Altenburg, Gouverneur von Nauplia     | 47    |       |
| 17. Mai | Willem Sax                                           | deutscher Jurist und Politiker                                                            | 54    |       |
| 19. Mai | Jacob Hibshman                                       | US-amerikanischer Politiker                                                               | 80    |       |
| 21. Mai | Karl Franz Anton von Schreibers                      | österreichischer Naturwissenschaftler                                                     | 76    |       |
| 22. Mai | Thomas Withers Chinn                                 | US-amerikanischer Politiker                                                               | 60    |       |
| 22. Mai | August von Kanitz                                    | preußischer Generalleutnant, Kriegsminister                                               | 68    |       |
| 23. Mai | Carlo Amati                                          | italienischer Architekt                                                                   | 75    |       |
| 23. Mai | Georg Jakob Strunz                                   | deutscher Musiker und Komponist                                                           | 70    |       |
| 24. Mai | Louis Evain                                          | belgischer Politiker, General in Belgien und Frankreich                                   |       |       |
| 24. Mai | Benigno Soldini                                      | Schweizer Politiker                                                                       | 40    |       |
| 24. Mai | Gerhard Carl Zell                                    | deutscher Goldschmied, Hofjuwelier und Taxator                                            |       |       |
| 26. Mai | Johan Gunder Adler                                   | dänisch-norwegischer Beamter                                                              | 68    |       |
| 27. Mai | Eduard Dohlhoff                                      | deutscher Arzt und Medizinalrat                                                           | 52    |       |
| 28. Mai | Eugène Burnouf                                       | französischer Orientalist                                                                 | 50    |       |
| 29. Mai | Franz de Paula Gundaccar II. von Colloredo-Mannsfeld | österreichischer Feldmarschalleutnant                                                     | 49    |       |
| 30. Mai | George Chinnery                                      | britischer Maler                                                                          | 78    |       |

## Juni
| Tag      | Name                                 | Beruf, bekannt als                                                                               | Alter | Beleg |
| -------- | ------------------------------------ | ------------------------------------------------------------------------------------------------ | ----- | ----- |
| 1. Juni  | Claude-Charles Cartigny              | französischer Schauspieler                                                                       | 69    |       |
| 3. Juni  | Johann Ernst Günther                 | deutscher Bürgermeister und Landtagsabgeordneter                                                 | 65    |       |
| 4. Juni  | Jens Christian Berg                  | norwegischer Historiker und Jurist                                                               | 76    |       |
| 4. Juni  | Samuel Herrick                       | US-amerikanischer Politiker                                                                      | 73    |       |
| 4. Juni  | Johann Christian Noback              | deutscher handelswissenschaftlicher Schriftsteller und Kaufmann                                  | 74    |       |
| 4. Juni  | James Pradier                        | französischer Bildhauer                                                                          | 62    |       |
| 5. Juni  | Johann Andreas Buchner               | deutscher Pharmakologe                                                                           | 69    |       |
| 5. Juni  | Clemens Cerrini de Monte Varchi      | sächsischer Offizier, zuletzt Generalleutnant sowie Oberkommandeur der Sächsischen Armee         | 66    |       |
| 5. Juni  | Tomasz Napoleon Nidecki              | polnischer Komponist                                                                             | 45    |       |
| 6. Juni  | Antoine-Marie Héron de Villefosse    | französischer Bergingenieur und Autor                                                            | 77    |       |
| 7. Juni  | Hosea Ballou                         | US-amerikanischer Theologe und Autor                                                             | 81    |       |
| 8. Juni  | Perry Smith                          | US-amerikanischer Politiker                                                                      | 69    |       |
| 10. Juni | Johann Adam Beil                     | Frankfurter Politiker und Eisenbahndirektor                                                      | 61    |       |
| 11. Juni | Friedrich Wilhelm Wilberg            | deutscher Philologe und Pädagoge                                                                 | 54    |       |
| 12. Juni | Xavier de Maistre                    | französischer Schriftsteller, Maler und Militär                                                  | 88    |       |
| 13. Juni | Franz Theodor von Prondzinski        | preußischer Generalleutnant, Herr auf Gotzkau                                                    | 67    |       |
| 13. Juni | Friedrich Treml                      | österreichischer Genremaler                                                                      | 36    |       |
| 15. Juni | Friedrich Groos                      | deutscher Arzt und Philosoph                                                                     | 84    |       |
| 16. Juni | Ludwig von Hartmann                  | deutscher Industrieller                                                                          | 86    |       |
| 16. Juni | Joseph Merk                          | österreichischer Komponist und Cellist                                                           | 57    |       |
| 17. Juni | William King                         | US-amerikanischer Politiker                                                                      | 84    |       |
| 19. Juni | Josef Klee                           | österreichischer Architekt                                                                       |       |       |
| 20. Juni | William Biddle Shepard               | US-amerikanischer Politiker                                                                      | 53    |       |
| 21. Juni | August Christian Gottlieb Brauns     | deutscher Architekt                                                                              | 66    |       |
| 21. Juni | Mary Anne Clarke                     | britische Mätresse                                                                               | 76    |       |
| 21. Juni | Friedrich Fröbel                     | deutscher Pädagoge und Erziehungswissenschaftler, Gründer des ersten deutschen Kindergartens     | 70    |       |
| 21. Juni | Franz von Paula Gruithuisen          | deutscher Arzt und Astronom                                                                      | 78    |       |
| 22. Juni | Rémy-Isidore Exelmans                | französischer Marschall                                                                          | 76    |       |
| 22. Juni | Matthäus Kern                        | deutscher Maler, Lithograf, Kupferstecher und Radierer                                           | 50    |       |
| 23. Juni | Karl Pawlowitsch Brjullow            | russischer Maler                                                                                 | 52    |       |
| 23. Juni | Ladislaus Károlyi                    | ungarischer k.k. Marineoffizier                                                                  | 28    |       |
| 24. Juni | Wilhelm Carl Ferdinand von Ahlefeldt | dänischer Domherr von Lübeck und Träger des Dannebrog-Ordens                                     | 82    |       |
| 25. Juni | Niels Wulfsberg                      | norwegischer Pfarrer, Herausgeber und Zeitungsredakteur                                          | 76    |       |
| 26. Juni | Guglielmo Bechi                      | italienischer Architekt und Archäologe                                                           |       |       |
| 27. Juni | Lemuel H. Arnold                     | US-amerikanischer Politiker                                                                      | 60    |       |
| 28. Juni | Wilhelm von Hisinger                 | schwedischer Chemiker, Geologe und Mineraloge                                                    | 85    |       |
| 28. Juni | Emmanuel von Mensdorff-Pouilly       | österreichischer General, Vize-Gouverneur und Ehrenbürger der Stadt Mainz                        | 75    |       |
| 28. Juni | Josef Natterer                       | österreichischer Ornithologe                                                                     | 65    |       |
| 28. Juni | Karl Ernst Schmid                    | deutscher Rechtswissenschaftler                                                                  | 77    |       |
| 29. Juni | Henry Clay                           | US-amerikanischer Politiker, Außenminister und Gegner der Sklaverei                              | 75    |       |
| 29. Juni | August Knappe von Knappstädt         | preußischer Generalmajor                                                                         | 77    |       |
| 29. Juni | Michael Knoll                        | deutscher Feldmesser, Straßenbauer und Eisenbahnplaner, verantwortlich für die Geislinger Steige | 47    |       |
| 29. Juni | Georg Heinrich von Langsdorff        | deutsch-russischer Naturforscher und Forschungsreisender                                         | 78    |       |
| 29. Juni | Heinrich II. Reuß zu Köstritz        | deutscher Adliger aus dem Hause Reuß-Köstritz                                                    | 49    |       |

## Juli
| Tag      | Name                                     | Beruf, bekannt als                                                      | Alter | Beleg |
| -------- | ---------------------------------------- | ----------------------------------------------------------------------- | ----- | ----- |
| 1. Juli  | Peter Überbacher                         | österreichischer Orgelbauer                                             | 62    |       |
| 2. Juli  | James S. Calhoun                         | US-amerikanischer Politiker                                             |       |       |
| 2. Juli  | Friedrich Karl Gollmick                  | deutscher Opernsänger (Tenor)                                           | 77    |       |
| 2. Juli  | Thomas Thomson                           | schottischer Chemiker                                                   | 79    |       |
| 5. Juli  | Giambattista Bassi                       | italienischer Maler                                                     | 68    |       |
| 5. Juli  | John W. Tibbatts                         | US-amerikanischer Politiker                                             | 50    |       |
| 6. Juli  | Johann Baptist Weigl                     | deutscher Geistlicher, Theologe, Mathematiker und Komponist             | 69    |       |
| 8. Juli  | August Cappelen                          | norwegischer Maler der Düsseldorfer Schule                              | 25    |       |
| 8. Juli  | Theodor von Negri                        | preußischer Landrat                                                     | 80    |       |
| 9. Juli  | Thomas McKennan                          | US-amerikanischer Politiker                                             | 58    |       |
| 9. Juli  | Wilhelmine Luise Elisabeth von Schlieben | deutsche Lyrikerin                                                      | 86    |       |
| 10. Juli | Ferdinand Hasenbalg                      | deutscher Pädagoge, Direktor des Pädagogiums Putbus                     | 59    |       |
| 13. Juli | Caspar Wilhelm Meckel                    | deutscher Kaufmann, Unternehmer und Handelskammerpräsident in Elberfeld | 62    |       |
| 14. Juli | Guido Görres                             | deutscher Schriftsteller und Publizist                                  | 47    |       |
| 15. Juli | Eleanor Parke Custis Lewis               | Enkelin von Martha und George Washington                                | 73    |       |
| 15. Juli | Nicolas Koechlin                         | französischer Textil- und Eisenbahn-Unternehmer                         | 71    |       |
| 17. Juli | Salvadore Cammarano                      | italienischer Literat, Librettist und Regisseur                         | 51    |       |
| 18. Juli | Johann Gottlieb Kunisch                  | deutscher Gymnasiallehrer, Autor, Lexikograf                            | 62    |       |
| 19. Juli | John McKinley                            | US-amerikanischer Politiker und Jurist                                  | 72    |       |
| 20. Juli | Georg Friedrich Parrot                   | livländischer Physiker und Hochschullehrer                              | 85    |       |
| 21. Juli | Christoph Eisenlohr                      | badischer Beamter                                                       | 76    |       |
| 22. Juli | Franz Xaver von Lampi                    | österreichischer Maler                                                  | 70    |       |
| 22. Juli | John Smith                               | schottischer Architekt                                                  |       |       |
| 22. Juli | Johann Karl Jacob Lohmeyer               | deutscher Militärarzt in Preußen                                        | 76    |       |
| 23. Juli | Berthold Sengschmitt                     | österreichischer Benediktiner und Mundartdichter                        | 50    |       |
| 25. Juli | Gaspard Gourgaud                         | französischer General                                                   | 68    |       |
| 25. Juli | Friedrich Strack                         | deutscher Pädagoge und Professor in Bremen                              | 71    |       |
| 27. Juli | Johann Andreas Schmeller                 | Germanist und bayerischer Sprachforscher                                | 66    |       |
| 28. Juli | Stephen Allen                            | US-amerikanischer Politiker                                             | 85    |       |
| 28. Juli | Andrew Jackson Downing                   | US-amerikanischer Architekt                                             | 36    |       |
| 28. Juli | Jean-Jacques Feuchère                    | französischer Bildhauer                                                 | 44    |       |
| 28. Juli | August Peter Julius du Menil             | deutscher Apotheker                                                     | 74    |       |
| 29. Juli | Christian Daniel Vogel                   | nassauischer Historiker und Topograph                                   | 63    |       |
| 31. Juli | Simon-Jude Honnorat                      | französischer Romanist und Provenzalist                                 | 69    |       |
| 31. Juli | Ehregott Leberecht Meutzner              | deutscher Bergbeamter, Bergschullehrer und Zeichner                     |       |       |

## August
| Tag        | Name                                                 | Beruf, bekannt als                                                              | Alter | Beleg |
| ---------- | ---------------------------------------------------- | ------------------------------------------------------------------------------- | ----- | ----- |
| 1. August  | Alois Raphael Estreicher                             | polnischer Hochschullehrer, Botaniker, Entomologe                               | 66    |       |
| 1. August  | Christoph Daniel Walch der Jüngere                   | bayerischer Kaufmann und Politiker                                              | 70    |       |
| 2. August  | Edward Gilbert                                       | US-amerikanischer Politiker                                                     |       |       |
| 4. August  | Alfred Grimaud, Comte d’Orsay                        | französischer Amateur-Künstler und Dandy                                        | 50    |       |
| 4. August  | Tony Johannot                                        | Kupferstecher und Maler                                                         | 48    |       |
| 5. August  | František Ladislav Čelakovský                        | tschechischer Dichter, Journalist, Übersetzer                                   | 53    |       |
| 6. August  | Edward W. McGaughey                                  | US-amerikanischer Politiker                                                     | 35    |       |
| 7. August  | Gustav Mayer                                         | deutscher Apotheker und Revolutionär                                            | 41    |       |
| 7. August  | Robert Rantoul                                       | US-amerikanischer Politiker                                                     | 46    |       |
| 10. August | Ludwig von Gaisberg                                  | deutscher Beamter und Politiker                                                 | 77    |       |
| 12. August | Maurus Aloys Harter                                  | deutscher Bibliothekar und Benediktiner                                         | 75    |       |
| 12. August | John Taliaferro                                      | US-amerikanischer Politiker                                                     |       |       |
| 13. August | Aleida Budde                                         | niederländische Malerin und Zeichnerin                                          | 52    |       |
| 14. August | Margaret Taylor                                      | US-amerikanische First Lady (1849–1850)                                         | 63    |       |
| 14. August | Eberhard von Wächter                                 | deutscher Maler                                                                 | 90    |       |
| 15. August | Johan Gadolin                                        | finnischer Chemiker                                                             | 92    |       |
| 15. August | Jakob Ihrler                                         | deutscher Steinmetzmeister und Steinbruchbesitzer                               | 60    |       |
| 16. August | Karl Christian Schmid                                | württembergischer Oberamtmann                                                   | 65    |       |
| 17. August | Pompeo Litta Biumi                                   | italienischer Genealoge und Historiker                                          | 70    |       |
| 17. August | Josef Ziegler                                        | österreichischer Maler                                                          |       |       |
| 18. August | Alexander Douglas-Hamilton, 10. Duke of Hamilton     | schottischer Adliger                                                            | 84    |       |
| 20. August | Johann Ferdinand Huschberg                           | deutscher Archivar, Historiker uns Dramatiker                                   | 60    |       |
| 20. August | Napoléon Landais                                     | französischer Romanist, Lexikograf und Grammatiker                              | 48    |       |
| 22. August | Ludwig August Friedrich von dem Bussche-Haddenhausen | königlich hannoverischer General der Infanterie, Erbherr auf Liethe und Offelte | 80    |       |
| 24. August | Sarah Guppy                                          | britische Erfinderin                                                            | 81    |       |
| 24. August | Joseph Vance                                         | US-amerikanischer Politiker                                                     | 66    |       |
| 24. August | Carl Vrints von Treuenfeld                           | kaiserlicher Postmeister in Bremen, Oberpostmeister für Thurn und Taxis         |       |       |
| 26. August | Johann Christian Plath                               | deutscher evangelisch-lutherischer Geistlicher                                  | 61    |       |
| 28. August | Thekla Batkova                                       | tschechische Opernsängerin und Gesangslehrerin                                  | 87    |       |
| 29. August | Carl Friedrich Wilhelm Mithoff                       | deutscher Oberlandbaumeister in Hannover                                        | 86    |       |
| 29. August | Ferdinand Schimon                                    | deutscher Sänger (Tenor) und Porträtmaler                                       | 55    |       |
| 30. August | Georg Philipp Holscher                               | deutscher Arzt und Ophthalmologe                                                | 59    |       |
| 30. August | Karl Schadetzky                                      | österreichischer Tänzer und Choreograph                                         | 59    |       |
| 31. August | Johann Jakob Mayer                                   | deutscher Geistlicher, Kirchenlieddichter und Chronist                          | 83    |       |
| August     | Ernst Raber                                          | deutscher Arzt und Parlamentarier                                               | 44    |       |

## September
| Tag           | Name                                     | Beruf, bekannt als | Alter | Beleg |
| ------------- | ---------------------------------------- | --- | ----- | ----- |
| 3. September  | Orin Fowler                              | US-amerikanischer Politiker | 61    |       |
| 3. September  | Karl Ferdinand Philippi                  | deutscher Publizist und Verleger                                                                                               | 57    |       |
| 4. September  | William Pitt Adams                       | britischer Botschafter | 47    |       |
| 4. September  | William MacGillivray                     | schottischer Naturforscher, Ornithologe und Botaniker                                                                          | 56    |       |
| 7. September  | Karl Valentin von Tinti                  | österreichischer Adliger | 51    |       |
| 8. September  | Friedrich Ferdinand Gottlieb von Globig  | kursächsischer Geheimer Rat und Oberkammerherr                                                                                 | 80    |       |
| 8. September  | Mark H. Sibley                           | US-amerikanischer Jurist und Politiker                                                                                         |       |       |
| 8. September  | Pjotr Michailowitsch Wolkonski           | russischer Fürst | 76    |       |
| 10. September | Christoph Bredemeier                     | Bürgermeister und Abgeordneter der kurhessischen Ständeversammlung                                                             | 55    |       |
| 10. September | Theodor Sternenberg                      | deutscher Kaufmann und Politiker                                                                                               | 69    |       |
| 11. September | Julie Sophie Löwe                        | deutsche Theaterschauspielerin                                                                                                 |       |       |
| 11. September | Carl Friedrich Ferdinand von Strantz     | österreichischer und preußischer Offizier                                                                                      | 77    |       |
| 14. September | Bartolomé José Gallardo                  | spanischer Bibliothekar, Autor, Romanist und Hispanist                                                                         | 76    |       |
| 14. September | Augustus Welby Northmore Pugin           | englischer Architekt und Architekturtheoretiker                                                                                | 40    |       |
| 14. September | Arthur Wellesley, 1. Duke of Wellington  | britischer Feldmarschall und Politiker, Mitglied des House of Commons                                                          |       |       |
| 15. September | Elisabeth Piette                         | Trappistin, Priorin, Äbtissin und Klostergründerin                                                                             | 67    |       |
| 15. September | Johann Christian Metzger                 | deutscher Landschaftsgärtner                                                                                                   | 62    |       |
| 15. September | Karl Morgenstern                         | deutscher Philologe und Bibliothekar                                                                                           | 82    |       |
| 15. September | Karl Friedrich Wilhelm von Wolffersdorff | deutscher Adeliger, Erb-, Lehn- und Gerichtsherr auf Altscherbitz                                                              | 77    |       |
| 16. September | Therese von Bacheracht                   | deutsche Schriftstellerin | 48    |       |
| 16. September | Nivardo Tassini                          | italienischer römisch-katholischer Geistlicher, Zisterzienser, Abt und Generalabt                                              | 77    |       |
| 19. September | William Howe                             | US-amerikanischer Brückenbau-Ingenieur, Erfinder von Fachwerkbrücken mit Howeträgern                                           | 49    |       |
| 19. September | Émilie de Rodat                          | französische Ordensschwester, Ordensgründerin und Heilige                                                                      | 65    |       |
| 20. September | Anton Weidinger                          | österreichischer Trompeter und Trompetenbauer                                                                                  | 86    |       |
| 21. September | William Badger                           | US-amerikanischer Politiker | 73    |       |
| 21. September | John Chambers                            | US-amerikanischer Politiker | 71    |       |
| 21. September | Amalie Schütz                            | österreichische Sängerin |       |       |
| 22. September | William Tierney Clark                    | englischer Brückenbau-Ingenieur                                                                                                | 69    |       |
| 23. September | John Vanderlyn                           | US-amerikanischer Maler | 76    |       |
| 24. September | Francisco Javier Castaños                | spanischer Herzog und General                                                                                                  | 96    |       |
| 24. September | Franz Gustav von Schweden                | schwedischer Prinz, Herzog von Uppland und Komponist                                                                           | 25    |       |
| 24. September | Benjamin Hardin                          | US-amerikanischer Politiker | 68    |       |
| 24. September | Benjamin Thompson                        | US-amerikanischer Politiker | 54    |       |
| 25. September | Karl von Buseck                          | Landtagsabgeordneter Großherzogtum Hessen                                                                                      | 76    |       |
| 27. September | Adolf Overweg                            | deutscher Astronom, Geologe und Afrikaforscher                                                                                 | 30    |       |
| 28. September | Johann Georg Bestelmeyer                 | bayerischer Politiker und Tabakfabrikant                                                                                       | 67    |       |
| 28. September | Jehu Jones                               | erster afroamerikanischer Pastor und Bürgerrechtler                                                                            | 66    |       |
| 28. September | Emilie Schaezler                         | deutsche Stifterin | 50    |       |
| 28. September | Johann Friedrich Schwencke               | deutscher Organist und Komponist                                                                                               | 60    |       |
| 29. September | Amalie Wirths                            | Gräfin zu Waldeck-Limpurg | 67    |       |
| 29. September | Robert Wornum                            | englischer Klavierbauer | 71    |       |
| 30. September | Lorenzo Antonio Fernández                | uruguayischer katholischer Geistlicher und Bischof, Apostolischer Vikar von Montevideo, Rektor der Universidad de la República | 59    |       |
| 30. September | Ernst Tillich                            | deutscher Pädagoge und Lausitzer Landeshistoriker                                                                              | 43    |       |

## Oktober
| Tag         | Name                                          | Beruf, bekannt als                                                                                   | Alter | Beleg |
| ----------- | --------------------------------------------- | --- | ----- | ----- |
| 1. Oktober  | Lebrecht Grabau                               | deutscher Lehrer, Organist und Chorleiter, Begründer einer Künstlerfamilie                           | 72    |       |
| 3. Oktober  | Johann Heinrich Egli                          | Schweizer Kachelofenmaler                                                                            |       |       |
| 3. Oktober  | James Sprigg                                  | US-amerikanischer Politiker                                                                          |       |       |
| 4. Oktober  | Burkhard Wilhelm Pfeiffer                     | deutscher liberaler Politiker                                                                        | 75    |       |
| 4. Oktober  | Jean Schneitzhoeffer                          | französischer Komponist                                                                              | 66    |       |
| 4. Oktober  | James Whitcomb                                | US-amerikanischer Politiker                                                                          | 56    |       |
| 5. Oktober  | Hermann Friedrich Becker                      | deutscher Förster                                                                                    | 86    |       |
| 5. Oktober  | Achille Richard                               | französischer Botaniker und Mediziner                                                                | 58    |       |
| 6. Oktober  | Charles Marie Auguste de Beaumont d’Autichamp | französischer General                                                                                | 82    |       |
| 6. Oktober  | José Ballivián                                | bolivianischer General im Peruanisch-Bolivianischen Konföderationskrieg und Präsident von Bolivien   | 47    |       |
| 7. Oktober  | William Henry Haywood                         | US-amerikanischer Politiker                                                                          | 50    |       |
| 7. Oktober  | Louis François Auguste Souleyet               | französischer Malakologe und Schiffsarzt                                                             | 41    |       |
| 8. Oktober  | Franz Gräffer                                 | österreichischer Schriftsteller                                                                      | 67    |       |
| 8. Oktober  | Karl Bořiwog Presl                            | böhmischer Botaniker                                                                                 | 58    |       |
| 8. Oktober  | John Westbrook                                | US-amerikanischer Politiker                                                                          | 63    |       |
| 9. Oktober  | Heinrich Berges                               | deutscher Bildhauer                                                                                  | 47    |       |
| 9. Oktober  | Karl von Byla                                 | deutscher Politiker                                                                                  | 46    |       |
| 10. Oktober | Georg von Heßberg                             | Generalleutnant und Kriegsminister im Kurfürstentum Hessen                                           | 74    |       |
| 10. Oktober | Josef Karl Kern                               | badischer Jurist und Politiker                                                                       | 86    |       |
| 11. Oktober | Gotthold Eisenstein                           | deutscher Mathematiker                                                                               | 29    |       |
| 13. Oktober | John Lloyd Stephens                           | US-amerikanischer Forschungsreisender, Amateurarchäologe, Autor, Anwalt und Diplomat                 | 46    |       |
| 13. Oktober | John Benton Sterigere                         | US-amerikanischer Politiker                                                                          | 59    |       |
| 14. Oktober | Naphtali Epstein                              | deutscher Autor                                                                                      | 70    |       |
| 14. Oktober | Andrew Jackson Ogle                           | US-amerikanischer Politiker                                                                          | 30    |       |
| 15. Oktober | Johann Baptist Brosi                          | Schweizer Geistlicher, Rektor und Historiker                                                         | 61    |       |
| 15. Oktober | Moritz II. von Dietrichstein-Proskau-Leslie   | österreichischer Diplomat                                                                            | 51    |       |
| 15. Oktober | Friedrich Ludwig Jahn                         | deutscher Pädagoge und Mitglied der Frankfurter Nationalversammlung                                  | 74    |       |
| 16. Oktober | Daniel Laurens Barringer                      | US-amerikanischer Politiker                                                                          | 64    |       |
| 16. Oktober | George William Evans                          | britischer Entdeckungsreisender in Australien                                                        | 72    |       |
| 16. Oktober | Eberhard Hoesch                               | deutscher Unternehmer                                                                                | 61    |       |
| 17. Oktober | Anton von Apponyi                             | Diplomat des Kaisertums Österreich                                                                   | 69    |       |
| 17. Oktober | Anton Gräffer                                 | österreichischer Musikschriftsteller, Komponist und Gitarrist                                        | 66    |       |
| 18. Oktober | Isaak Jolly                                   | badischer Beamter und Politiker                                                                      | 66    |       |
| 19. Oktober | Ernst Christian August von Gersdorff          | deutscher Diplomat und Teilnehmer des Wiener Kongresses                                              | 70    |       |
| 20. Oktober | Axel Otto Mörner                              | schwedischer Maler, General und Verteidigungsminister                                                | 78    |       |
| 20. Oktober | Johann Martin Augustin Scholz                 | katholischer Theologe                                                                                | 58    |       |
| 21. Oktober | Johann Lobegott Ferdinand Lange               | deutscher Theologe                                                                                   | 54    |       |
| 22. Oktober | Hans Christoph Ernst von Gagern               | Staatsmann und politischer Schriftsteller                                                            | 86    |       |
| 23. Oktober | Georg August Wallin                           | finnischer Orientalist                                                                               | 40    |       |
| 24. Oktober | Ernst August Geitner                          | deutscher Chemiker, Arzt, Botaniker und Erfinder                                                     | 69    |       |
| 24. Oktober | Daniel Webster                                | US-amerikanischer Politiker, US-Senator und Außenminister                                            | 70    |       |
| 25. Oktober | John C. Clark                                 | US-amerikanischer Jurist und Politiker                                                               | 59    |       |
| 25. Oktober | Isaac Wayne                                   | US-amerikanischer Politiker                                                                          |       |       |
| 26. Oktober | Vincenzo Gioberti                             | italienischer Politiker und Philosoph                                                                | 51    |       |
| 26. Oktober | Johann Erdmann Hummel                         | deutscher Maler                                                                                      | 83    |       |
| 27. Oktober | Henri Decaisne                                | belgischer Genremaler, Porträtmaler und Historienmaler                                               | 53    |       |
| 27. Oktober | Bernhard Eunom Philippi                       | preußischer Seemann, Naturaliensammler und Erkundungsreisender                                       | 41    |       |
| 28. Oktober | Francis Baylies                               | US-amerikanischer Politiker                                                                          | 69    |       |
| 28. Oktober | Gerhard Moritz Roentgen                       | niederländischer Seeoffizier, Maschinenbauingenieur und Schiffbauer                                  | 57    |       |
| 28. Oktober | Vinzenz Eugen Tobisch                         | Professor für Mathematik, Geschichte, Deutsche Sprache und Latein am Friedrichsgymnasium in Breslau. | 52    |       |
| 29. Oktober | Franz Kiwisch von Rotterau                    | Gynäkologe                                                                                           | 38    |       |
| 29. Oktober | Victor von Prendel                            | österreichisch-russischer Offizier und Stadtkommandant von Leipzig                                   |       |       |
| 31. Oktober | Edward Bransfield                             | irisch-britischer Seefahrer und Forscher                                                             |       |       |
| Oktober     | John Calhoon                                  | US-amerikanischer Politiker                                                                          |       |       |
| Oktober     | Johannes Menge                                | deutscher Mineraloge                                                                                 | 64    |       |

## November
| Tag          | Name                                       | Beruf, bekannt als                                                            | Alter | Beleg |
| ------------ | ------------------------------------------ | ----------------------------------------------------------------------------- | ----- | ----- |
| 1. November  | Maximilian de Beauharnais                  | 3. Herzog von Leuchtenberg, 3. Prinz von Venedig und Großherzog von Frankfurt | 35    |       |
| 1. November  | Christian August Joachim Leißring          | deutscher Schauspieler und Sänger                                             | 74    |       |
| 2. November  | Alois Schlör                               | österreichischer römisch-katholischer Geistlicher und Theologe                | 47    |       |
| 3. November  | Carlos María de Alvear                     | argentinischer Politiker, Militär und Freiheitskämpfer                        | 63    |       |
| 3. November  | Wilhelmine von und zu Westerholt-Gysenberg | Geliebte von Beethoven, Freifrau                                              | 78    |       |
| 5. November  | Walter Patterson                           | US-amerikanischer Jurist und Politiker                                        |       |       |
| 6. November  | Karl Leberecht Krutzsch                    | Forstwissenschaftler                                                          | 80    |       |
| 6. November  | Franz Maria von Nell                       | österreichischer Verwaltungsbeamter und Schriftsteller                        | 58    |       |
| 8. November  | José Joaquim Lopes de Lima                 | portugiesischer Gouverneur von Portugiesisch-Timor                            |       |       |
| 9. November  | Johann Höpfner                             | Autor, königlich dänischer Staatsrat, Ritter des Danebrog-Ordens              | 40    |       |
| 10. November | Gideon Mantell                             | englischer Arzt, Geologe und Paläontologe                                     | 62    |       |
| 11. November | Louise Grafemus                            | deutsche Soldatin in den Befreiungskriegen                                    |       |       |
| 11. November | David Henshaw                              | US-amerikanischer Politiker (Demokratische Partei)                            | 61    |       |
| 12. November | Georg Hellmesberger junior                 | österreichischer Komponist und Violinist                                      | 22    |       |
| 12. November | Adolph Gottlieb Ferdinand Schoder          | deutscher Politiker                                                           | 34    |       |
| 13. November | Karol Bołoz Antoniewicz                    | polnischer katholischer Theologe und Missionar der Jesuiten                   | 45    |       |
| 13. November | Johann Adam Maas                           | deutscher Mediziner                                                           |       |       |
| 15. November | August Gebauer                             | deutscher Schriftsteller                                                      | 60    |       |
| 15. November | Gustav Kraus                               | bayerischer Lithografiekünstler                                               | 48    |       |
| 16. November | Philipp Peter Crößmann                     | deutscher Theologe                                                            | 59    |       |
| 16. November | Georg Michael Kemlein                      | deutscher Komponist und Kantor                                                |       |       |
| 17. November | Carl August von Eschenmayer                | deutscher Arzt, Philosoph und Okkultist                                       | 84    |       |
| 18. November | Philippine Rose Duchesne                   | französische Nonne, Missionarin und Heilige                                   | 83    |       |
| 18. November | Heinrich Ernst Ludwig Karl von Flemming    | pommerscher Gutsbesitzer und Landrat des Kreises Usedom-Wollin                |       |       |
| 18. November | Anton Bernhard Fürstenau                   | deutscher Flötist und Komponist                                               | 60    |       |
| 18. November | John Andrew Shulze                         | US-amerikanischer Politiker                                                   | 78    |       |
| 18. November | Robert Wesselhöft                          | deutscher Burschenschafter und Arzt                                           | 56    |       |
| 19. November | François-Xavier Badoud                     | Schweizer Politiker und Notar                                                 | 60    |       |
| 19. November | Ludwig Knorr                               | deutscher Bankier                                                             |       |       |
| 20. November | Johann Heinrich Christoph Trefurt          | deutscher Mediziner und Hochschullehrer                                       | 46    |       |
| 21. November | Peter Knecht                               | deutscher Unternehmer                                                         | 54    |       |
| 21. November | Ludwig Gustav von Thile                    | preußischer General und Staatsmann                                            | 71    |       |
| 22. November | August Alexander Klengel                   | deutscher Pianist, Organist und Komponist                                     | 69    |       |
| 23. November | John Sergeant                              | US-amerikanischer Politiker                                                   | 72    |       |
| 24. November | John Wesley Crockett                       | US-amerikanischer Politiker                                                   | 45    |       |
| 24. November | Joseph Fornance                            | US-amerikanischer Politiker                                                   | 48    |       |
| 24. November | Walter Forward                             | US-amerikanischer Politiker                                                   | 66    |       |
| 25. November | Robert Craig                               | US-amerikanischer Politiker                                                   |       |       |
| 26. November | Aeneas Coffey                              | irischer Ingenieur                                                            |       |       |
| 26. November | Pawel Andrejewitsch Fedotow                | russischer Maler                                                              | 37    |       |
| 26. November | Joseph Abraham Friedländer                 | deutscher Rabbiner                                                            |       |       |
| 26. November | Jacob Markell                              | US-amerikanischer Jurist und Politiker                                        | 82    |       |
| 27. November | Peter Johann von Koskull                   | russischer Generalleutnant                                                    | 66    |       |
| 27. November | Ada Lovelace                               | britische Mathematikerin und Pionierin der Informatik                         | 36    |       |
| 28. November | Emmanuel Xanthos                           | griechischer Kaufmann                                                         |       |       |
| 29. November | Nicolae Bălcescu                           | rumänischer Historiker, Schriftsteller und Revolutionär                       | 33    |       |
| 30. November | Junius Brutus Booth                        | britischer Schauspieler                                                       | 56    |       |
| 30. November | Friedrich Wilhelm Maul                     | deutscher Porträtmaler                                                        | 72    |       |

## Dezember
| Tag          | Name                                | Beruf, bekannt als                                                                           | Alter | Beleg |
| ------------ | ----------------------------------- | -------------------------------------------------------------------------------------------- | ----- | ----- |
| 1. Dezember  | Ernst Casimir I.                    | deutscher Brigadegeneral in der kaiserlichen Armee                                           | 71    |       |
| 2. Dezember  | John Thomson                        | US-amerikanischer Politiker (Demokratische Partei)                                           | 72    |       |
| 4. Dezember  | Johann Jakob Dorner der Jüngere     | deutscher Maler                                                                              | 77    |       |
| 4. Dezember  | Johann Friedrich Schneider          | deutscher Jurist, Mitglied der Frankfurter Nationalversammlung                               | 48    |       |
| 6. Dezember  | Karl Friedrich Christoph Salzer     | deutscher Apotheker und Chemiker                                                             | 76    |       |
| 6. Dezember  | Friedrich Krancke                   | deutscher Lehrer und Schulbuchautor                                                          | 70    |       |
| 7. Dezember  | Friedrich Ehrenberg                 | deutscher reformierter Theologe                                                              | 76    |       |
| 7. Dezember  | Carlo Poma                          | italienischer Arzt und Freiheitskämpfer                                                      | 29    |       |
| 7. Dezember  | James Strudwick Smith               | US-amerikanischer Politiker                                                                  | 65    |       |
| 7. Dezember  | Enrico Tazzoli                      | italienischer Priester und Freiheitskämpfer                                                  |       |       |
| 9. Dezember  | Peter Rouw                          | flämischer Bildhauer in England                                                              | 81    |       |
| 11. Dezember | Karl Friedrich Anton von Hohenthal  | sächsischer Fideikommissherr und Mitglied der Ersten Kammer der Sächsischen Ständevertretung | 49    |       |
| 11. Dezember | Johan Frederik van Oordt            | niederländischer reformierter Theologe                                                       | 58    |       |
| 13. Dezember | Karl Baldamus                       | deutscher Jurist, Publizist, Lyriker, Erzähler, und Dichter                                  | 68    |       |
| 13. Dezember | Edward Seguin                       | US-amerikanischer Opernsänger (Bass) und Impresario                                          | 43    |       |
| 13. Dezember | Frances Wright                      | britische und amerikanische Sozialreformerin und Frauenrechtlerin                            | 57    |       |
| 14. Dezember | Heinrich Gallus von Rinecker        | bayerischer Jurist und Landtagsabgeordneter                                                  | 79    |       |
| 15. Dezember | Józef Damse                         | polnischer Komponist                                                                         | 63    |       |
| 15. Dezember | Johann August Wilhelm Frantz        | deutscher Beamter                                                                            | 83    |       |
| 15. Dezember | Peter Samuel Schilling              | deutscher Entomologe                                                                         | 79    |       |
| 15. Dezember | Elijah Spencer                      | US-amerikanischer Politiker                                                                  |       |       |
| 15. Dezember | Cornelius P. Van Ness               | US-amerikanischer Jurist und Politiker                                                       | 70    |       |
| 16. Dezember | Christoph Friedrich Görges          | deutscher Kantor und Schriftsteller                                                          | 76    |       |
| 16. Dezember | Samuel Lee                          | britischer Orientalist und anglikanischer Geistlicher                                        | 69    |       |
| 16. Dezember | Andries Hendrik Potgieter           | Voortrekker-Anführer                                                                         | 59    |       |
| 16. Dezember | Henri-Jean Rigel                    | französischer Komponist der Klassik                                                          | 80    |       |
| 16. Dezember | Pauline Roland                      | französische Aktivistin in der Arbeiterbewegung, Feministin, Saint-Simonistin                | 47    |       |
| 17. Dezember | August von Legat                    | preußischer Generalleutnant                                                                  | 71    |       |
| 18. Dezember | Carl von Graffen                    | Hamburger Jurist und Diplomat                                                                | 59    |       |
| 18. Dezember | Horatio Greenough                   | US-amerikanischer Bildhauer                                                                  | 47    |       |
| 18. Dezember | Friedrich August Scheele            | deutscher evangelischer Pfarrer                                                              | 76    |       |
| 19. Dezember | Johann Georg Henle                  | deutscher Rotgerbermeister und Stifter                                                       | 83    |       |
| 19. Dezember | Johanna Wilhelmina Albertina Kehrer | niederländische Dichterin                                                                    | 26    |       |
| 19. Dezember | Karl Friedrich Köhn von Jaski       | preußischer Generalleutnant                                                                  | 81    |       |
| 22. Dezember | James Francis Stephens              | englischer Zoologe                                                                           | 60    |       |
| 24. Dezember | Karl von Lilljeström                | preußischer Generalleutnant                                                                  | 65    |       |
| 26. Dezember | Therese Marie Kleemann              | österreichische Theaterschauspielerin                                                        | 32    |       |
| 27. Dezember | Joseph Hain                         | österreichischer Statistiker                                                                 | 43    |       |
| 27. Dezember | Carl Ernst Jarcke                   | Jurist und politischer Publizist                                                             | 51    |       |
| 28. Dezember | Anton von Puchner                   | österreichischer General                                                                     | 73    |       |
| 29. Dezember | Pál Jászay                          | ungarischer Historiker                                                                       | 43    |       |
| 29. Dezember | Heinrich Christian Quade            | deutscher Politiker                                                                          | 77    |       |
| Dezember     | Friedrich Hann                      | siebenbürgischer Publizist, Politiker, Rechtswissenschaftler und Hochschullehrer             | 35    |       |

## Datum unbekannt
| Tag | Name                                  | Beruf, bekannt als                                                                            | Alter | Beleg |
| --- | ------------------------------------- | --------------------------------------------------------------------------------------------- | ----- | ----- |
|     | Georg Josias Stephan Adler            | deutscher Propst                                                                              |       |       |
|     | Giuseppe Barbieri                     | italienischer Dichter und Kanzelredner                                                        |       |       |
|     | George Duncan Beechey                 | britischer Porträtmaler                                                                       |       |       |
|     | Pablo Sánchez de Buitrago y Benavente | nicaraguanischer Politiker und „Director Supremo“ des Landes (4. März 1841 bis 1. April 1843) |       |       |
|     | Maktum bin Buti                       | Herrscher des Emirates Dubai                                                                  |       |       |
|     | Alexander Cockburn                    | britischer Botschafter                                                                        |       |       |
|     | Salomon Eger                          | polnischer Oberrabbiner und jüdischer Gelehrter                                               |       |       |
|     | Bernhard Eschenbach                   | deutscher Instrumentenbauer                                                                   |       |       |
|     | Auguste Frühauf                       | deutsche Kinderdarstellerin und Theaterschauspielerin                                         |       |       |
|     | John Haviland                         | US-amerikanischer Architekt                                                                   |       |       |
|     | Carl Wilhelm Holdermann               | deutscher Dekorateur und Schauspieler                                                         |       |       |
|     | Jacques Bernard Hombron               | französischer Arzt, Naturalist und Polarforscher                                              |       |       |
|     | Kennekuk                              | spiritueller Häuptling der Kickapoo                                                           |       |       |
|     | Philipp König                         | altösterreichischer Orgelbauer                                                                |       |       |
|     | Amalie Krafft                         | dänische Autorin                                                                              |       |       |
|     | Marie Lafarge                         | französische Giftmörderin                                                                     |       |       |
|     | Johann Friedrich Christoph Meyer      | deutscher Pädagoge                                                                            |       |       |
|     | Christian Heinrich Fürchtegott Mörlin | deutscher Pfarrer und Dichter                                                                 |       |       |
|     | Omar Ali Saifuddin II.                | Sultan von Brunei (1829–1852)                                                                 |       |       |
|     | William Piper                         | US-amerikanischer Politiker                                                                   |       |       |
|     | Qurrat al-ʿAin                        | persische Dichterin und Märtyrerin des Babismus                                               |       |       |
|     | Joakim Frederik Schouw                | dänischer Botaniker                                                                           |       |       |
|     | Carl Alexander Simon                  | deutscher Dichter und Kunstmaler                                                              |       |       |
|     | Thao Suranari                         | Ehefrau des Gouverneurs von Nakhon Ratchasima                                                 |       |       |
|     | Auxonne-Marie-Théodose de Thiard      | französischer General und Politiker                                                           |       |       |
|     | Johann August Tischner                | deutscher Klavierbauer                                                                        |       |       |
|     | Thomas Tudor Tucker                   | britischer Marineoffizier, Admiral                                                            |       |       |
|     | Mirzə Şəfi Vazeh                      | aserbaidschanischer Dichter                                                                   |       |       |
|     | Emil Ferdinand Vogel                  | deutscher Jurist, Rechtshistoriker und Philologe                                              |       |       |
|     | Benjamin Dean Wyatt                   | englischer Architekt                                                                          |       |       |